# Municipio VII (2013)
Pour l’article homonyme, voir Municipio VII (2001-2013).
Le  Municipio VII, dit San Giovanni / Cinecittà, est une subdivision administrative de Rome, située au sud-est du centre historique de la ville.

## Historique
Il est créé en mars 2013 par la fusion des anciens Municipi IX et X

## Subdivisions
Il est divisé en seize zones urbanistiques :
- 9a - Tuscolano Nord
- 9b - Tuscolano Sud
- 9c - Tor Fiscale
- 9d - Appio
- 9e - Latino
- 10a - Don Bosco
- 10b - Appio Claudio
- 10c - Quarto Miglio
- 10d - Pignatelli
- 10e - Lucrezia Romana
- 10f - Osteria del Curato
- 10g - Romanina
- 10h - Gregna
- 10i - Barcaccia
- 10l - Morena
- 10x - Ciampino

## Politique et administration

### Municipalité
Le municipio est dirigé par un président et un conseil de 24 membres élus au suffrage direct pour cinq ans.

### Présidents
| Période     | Nom                      | Parti politique             |
| ----------- | ------------------------ | --------------------------- |
| 2013-2016   | Susana Ana Maria Fantino | Gauche, écologie et liberté |
| 2016-2021   | Monica Lozzi             | Mouvement 5 étoiles         |
| depuis 2021 | Francesco Laddaga        | Parti démocrate             |